# Javier Colon

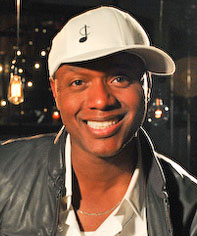
Javier Colon (2011)

Javier Colon (* 29. April 1978 in Hartford, Connecticut) ist ein US-amerikanischer R&B- und Soul-Sänger. Er gewann 2011 die erste Staffel von The Voice.

## Leben
Javier Colon ist väterlicherseits dominikanischer und mütterlicherseits puerto-ricanischer Abstammung. Er ging auf die Frank Scott Bunnell High School in Stratford, Connecticut, wo er anfing Songs zu schreiben. Danach machte er einen Abschluss an der University of Hartford. 
Während des Studiums war Colon als Sänger in der Soulband EmcQ tätig. Als die Band eine Show für das Soultrio Soullive eröffnete, war der Gitarrist des Trios von Colons Gesang beeindruckt und schlug ihn seinem Freund Derek Trucks vor, der zurzeit einen Sänger für seine Band The Derek Trucks Band suchte. Nach seinem Studium trat er der Band im August 2000 bei. Nachdem er fast zwei Jahre mit der Band tourte, verließ er sie im April 2002, um eine Solokarriere zu starten.
Im Jahre 2003 veröffentlichte er bei Capitol Records sein Debütalbum mit dem Namen Javier. Das Album und die erste Single Crazy waren mäßig erfolgreich. Sein zweites Studioalbum Left of Center hingegen konnte kaum Aufmerksamkeit erwecken und erreichte nicht einmal die Billboard 200. Selbstständig veröffentlichte er 2010 sein drittes Werk, die Extended Play The Truth - Acoustic. 
2011 nahm er an der amerikanischen Version von The Voice teil, bei welcher er auch gewann. Seine Sieger-Single Stitch by Stitch wurde von Rodney "Darkchild" Jerkins produziert und schaffte es bis in die Top 20 der Billboard Hot 100. Im selben Jahr veröffentlichte er bei Universal Republic Records sein drittes Album Come Through for You. Unter anderem sind Künstler wie Natasha Bedingfield oder Adam Levine, welcher übrigens Colons Coach in der Castingshow The Voice war, auf dem Album zu hören. Ein halbes Jahr später kündigte Colon den Abschied bei der Plattenfirma an.

## Diskografie

### Alben
| Jahr | Titel                | Höchstplatzierung, Gesamtwochen, AuszeichnungChartplatzierungen (Jahr, Titel, Platzierungen, Wochen, Auszeichnungen, Anmerkungen) | Höchstplatzierung, Gesamtwochen, AuszeichnungChartplatzierungen (Jahr, Titel, Platzierungen, Wochen, Auszeichnungen, Anmerkungen) | Anmerkungen                             |
| Jahr | Titel                | US | CA | Anmerkungen                             |
| ---- | -------------------- | --- | --- | --------------------------------------- |
| 2003 | Javier               | US91 (5 Wo.)US | — | Erstveröffentlichung: 5. August 2003    |
| 2006 | Left of Center       | — | — | Erstveröffentlichung: 2006              |
| 2011 | Come Through for You | US134 (1 Wo.)US | — | Erstveröffentlichung: 21. November 2011 |

### EPs
- 2010: The Truth - Acoustic EP
- 2011: A Very Acoustic Christmas

### Singles
Liste der Lieder, die eine Chartplatzierung erreicht haben, mit Javier Colon als Leadsänger

| Jahr | Titel             | Höchstplatzierung, Gesamtwochen, AuszeichnungChartplatzierungen (Jahr, Titel, Platzierungen, Wochen, Auszeichnungen, Anmerkungen) | Höchstplatzierung, Gesamtwochen, AuszeichnungChartplatzierungen (Jahr, Titel, Platzierungen, Wochen, Auszeichnungen, Anmerkungen) | Anmerkungen                                |
| Jahr | Titel             | US | CA | Anmerkungen                                |
| ---- | ----------------- | --- | --- | ------------------------------------------ |
| 2003 | Crazy Javier      | US95 (8 Wo.)US | — | Erstveröffentlichung: 2003                 |
| 2011 | Time After Time   | US65 (1 Wo.)US | — | Erstveröffentlichung: 2011                 |
| 2011 | Angel             | US64 (1 Wo.)US | CA82 (1 Wo.)CA | Erstveröffentlichung: 2011                 |
| 2011 | Fix You           | US52 (2 Wo.)US | CA72 (1 Wo.)CA | Erstveröffentlichung: 2011                 |
| 2011 | Stitch by Stitch  | US17 (2 Wo.)US | CA26 (1 Wo.)CA | Erstveröffentlichung: 2011                 |
| 2011 | Man in the Mirror | US45 (1 Wo.)US | CA66 (1 Wo.)CA | Erstveröffentlichung: 2011 mit Adam Levine |

- Die Singles aus dem Jahr 2011 sind Coverversionen aus The Voice